# Echeveria chapalensis
Echeveria chapalensis es una especie de planta de la familia de las crasuláceas, nativa de México.

## Descripción
Echeveria chapalensis es una planta suculenta arbustiva de 50 cm de alto, con tallos erectos cilíndricos, finamente granular-papilosos. Las hojas del tallo, al caducar, dejan cicatrices parduscas en la base, como pasa con otras especies del género, como E. coccinea y E. waltheri. Las rosetas, de hasta 14 cm de diámetro, consisten de unas 8 a 20 hojas espatuladas verdes, frecuentemente con el margen de color rojo-purpúreo y manchas del mismo color. El tallo floral mide hasta 50 cm de alto, con unas 30 hojas alternas debajo de la inflorescencia. Las flores, agrupadas a modo de espiga, tienen una corola tubular, pentagonal, y son de color rosado, con la base verde. Florece en invierno.

## Distribución y hábitat
Echeveria chapalensis es un endemismo del occidente de México. Se encontró inicialmente en los alrededores del lago de Chapala (Jalisco), y posteriormente se han encontrado otras poblaciones en los estados de Michoacán y Guanajuato. En general, es una planta escasa, que prospera en pendientes de roca volcánica de clima templado subhúmedo, alrededor de los 1600 metros sobre el nivel del mar.

## Taxonomía
Echeveria chapalensis fue descrita en 1989 por Reid Venable Moran y Charles H. Uhl en Cactáceas y Suculentas Mexicanas 34: 27.

### Etimología
Echeveria: nombre genérico dado en honor del artista botánico mexicano Atanasio Echeverría y Godoy (¿1771?-1803).
chapalensis: epíteto geográfico (Chapala, Jal.)

## Cultivo
Como muchas especies de su familia, Echeveria chapalensis es popular en la jardinería. Puede propagarse vegetativamente a partir de las rosetas. Necesita condiciones de semisombra templada y un suelo ligeramente húmedo, con riego moderado.